# Guairá megye
Guairá egy megye Paraguayban. A fővárosa Villarrica.

## Földrajz
Az ország déli részén található. Megyeszékhely: Villarrica

## Települések
17 szervezeti egységre oszlik:
1. Borja
2. Capitán Mauricio José Troche
3. Coronel Martínez
4. Doctor Botrell
5. Félix Pérez Cardozo
6. General Eugenio A. Garay
7. Independencia
8. Itapé
9. Iturbe
10. Jose A. Fassardi
11. Mbocayaty
12. Natalicio Talavera
13. Ñumí
14. Paso Yobai
15. San Salvador
16. Villarica
17. Yataity